# 460. pr. n. št.
460. pr. n. št. je četrto desetletje v 5. stoletju pr. n. št. med letoma 469 pr. n. št. in 460 pr. n. št.. 